# Mieczysław Furmanek
Mieczysław Furmanek (ur. 12 stycznia 1937 w Radzięcinie) – polski rolnik i działacz komunistyczny, poseł na Sejm PRL VI i VII kadencji.

## Życiorys
Uzyskał wykształcenie podstawowe, z zawodu rolnik. Działał w Związku Młodzieży Polskiej i od w 1959 w Polskiej Zjednoczonej Partii Robotniczej, w której pełnił funkcję sekretarza Komitetu Gminnego, zasiadał też w Komitecie Powiatowym partii w Biłgoraju (od 1966 w jego egzekutywie) i od 1968 w Komitecie Wojewódzkim w Lublinie. W 1969 został radnym Gromadzkiej Rady Narodowej, wiceprezesem kółka rolniczego, a także przewodniczącym Gromadzkiego Społecznego Komitetu Ochotniczej Rezerwy Milicji Obywatelskiej. W 1972 i 1976 uzyskiwał mandat posła na Sejm PRL w okręgach kolejno Kraśnik i Zamość. Przez dwie kadencje zasiadał w Komisji Oświaty i Wychowania. Ponadto w trakcie VI kadencji zasiadał w Komisji Drobnej Wytwórczości, Spółdzielczości Pracy i Rzemiosła, a w trakcie VII w Komisji Handlu Wewnętrznego, Drobnej Wytwórczości i Usług.

## Odznaczenia
- Złoty Krzyż Zasługi
- Srebrny Krzyż Zasługi